# 椛 〜momiji〜
「椛 〜momiji〜」（もみじ）は、日本のR&BグループのSkoop On Somebodyが2009年10月7日にリリースした通算36枚目（Skoop On Somebodyとしては28枚目）のシングル。

## 概要
映画「引き出しの中のラブレター」主題歌。映画版は、本作収録のものとはアレンジもボーカルテイクも異なる（このバージョンは後に「椛 〜momiji〜 Original Ver.」として「Nice'n Slow Jam -beyond-」に収録された）。
KO-HEYが活動休止に入り、2人体制での初のリリースとなった。
ミュージック・ビデオには岩井堂聖子、田野アサミが出演している。
KO-HEYの活動休止前、『Live in Performance 2009「ソウル・リヴァイヴァーの逆襲」』にて3人で演奏されたが、同ライブを収めたDVDには収録されていない。

## 収録曲

### CD
作詞・作曲・編曲：S.O.S.（特記以外）
1. 椛 〜momiji〜
作詞：市川喜康　編曲：河野圭・S.O.S.
2. Eve

### 初回生産限定盤DVD
1. 椛 〜momiji〜
2. A Making Of VIDEO CLIP 椛 〜momiji〜
3. 椛 〜momiji〜 Piano & Voice